# Koerdische Democratische Partij (Irak)
De Koerdische Democratische Partij (KDP) (Koerdisch: Partîya Demokrata Kurdistanê - PDK) is een Koerdische politieke partij in Iraaks-Koerdistan. De partij werd op 16 augustus 1946 opgericht door Mustafa Barzani. De partij streeft naar autonomie voor Koerdistan en democratie voor Irak.
De partij is een van de oudste Koerdische partijen in het noorden van Irak (Zuid-Koerdistan) en wordt beschouwd als de tribale partij van dit gebied. Sinds de oprichting strijdt de partij voor een onafhankelijk Koerdistan.
De KDP werd tot 1979 geleid door Mustafa Barzani. Toen hij in 1979 in Washington D.C. stierf kreeg zijn zoon Massoud Barzani de leiding over de partij.

## Revoluties
De KDP staat bekend om zijn twee revoluties, namelijk de Septemberrevolutie en de Meirevolutie (Şoreşa Eylulê û Şoreşa Gulanê). De Septemberrevolutie begon in 1961 en duurde tot 1975. De Algerije-overeenkomst (1975) tussen Irak en Iran was de oorzaak van de beëindiging van die revolutie. De Meirevolutie begon in 1976 en ging door tot 1988 toen de Al-Anfal-campagne tegen de Koerden begon. In beide revoluties werd er gevochten voor een onafhankelijk Koerdistan waarin de rechten van het Koerdische volk werden beschermd.

## Clanstructuur
In een in het kader van Cablegate uitgelekt telegram over het Koerdische politieke landschap constateerde de Amerikaanse ambassadeur in Irak dat de KDP "uit familieclans" bestaat, die als een "maffia-organisatie" zouden opereren. Zo is Hoshyar Zebari, die van 2003 tot 2014 minister van Buitenlandse Zaken van Irak was een oom, de premier van de Koerdische Autonome Regio Nechervan Barzani de neef en schoonzoon, en het hoofd van de Koerdische Inlichtingendienst Masrour Barzani een zoon van partijleider (en huidig president) Masoud Barzani.